# العلوم والتقنية في آيسلندا

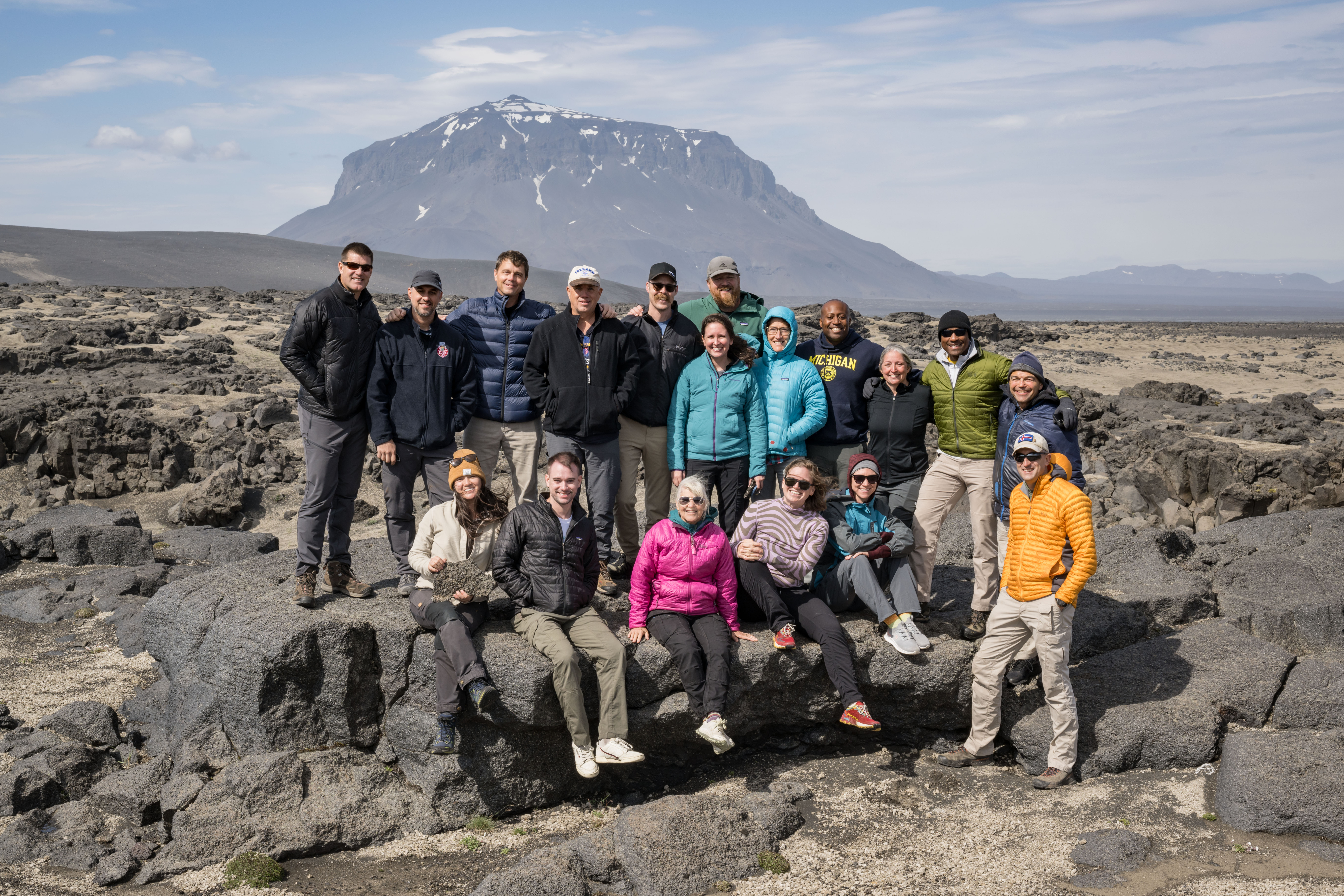
طاقم أرتميس II وفرق الدعم خلال التدريب الجيولوجي في منتزه فاتناجوكول الوطني، أيسلندا (2024)

تطوّرت العلوم والتكنولوجيا في آيسلندا بشكل جيد بفضل وجود العديد من الجامعات ومعاهد البحوث.
حلّت آيسلندا في المركز 20 في مؤشر الابتكار العالمي عامي 2022 و2023، وتراجعت للمركز 22 في مؤشر 2024.

## سياسة الحكومة
يُنظِّم العلوم والتكنولوجيا في آيسلندا مجلس سياسات العلوم والتكنولوجيا، الذي يرأسه رئيس الوزراء. في عام 2021، أنفقت الحكومة 28 مليار كرونة آيسلندية على البحوث، بزيادة قدرها 130% عن الإنفاق في عام 2017. 

## أنظر أيضاً
- اقتصاد أيسلندا
- التعليم في أيسلندا